# 노벨 화학상 수상자 목록
노벨 화학상 수상자 목록(영어: list of Nobel laureates in Chemistry)은 연도별 노벨 화학상 수상자에 관한 목록이다.

## 연대별 수상자

### 1900년대
| 연도   | 사진 | 수상자             | 국적             | 업적                                                   |
| ------ | ---- | ------------------ | ---------------- | ------------------------------------------------------ |
| 1901년 |      | 야코뷔스 반트 호프 | 네덜란드         | 화학동역학 법칙 및 삼투압 발견                         |
| 1902년 |      | 헤르만 에밀 피셔   | 독일 제국        | 당과 푸린 합성에 관한 연구                             |
| 1903년 |      | 스반테 아레니우스  | 스웨덴           | 전기해리이론                                           |
| 1904년 |      | 윌리엄 램지        | 영국             | 공기 중 비활성 기체원소의 발견과 주기율표 내 위치 결정 |
| 1905년 |      | 아돌프 폰 베이어   | 독일 제국        | 유기염료와 히드로방향족 화합물 연구                    |
| 1906년 |      | 앙리 무아상        | 프랑스           | 플루오린의 분리와 무아상 전기로 연구                   |
| 1907년 |      | 에두아르트 부흐너  | 독일 제국        | 비세포적 발효 발견과 연구                              |
| 1908년 |      | 어니스트 러더퍼드  | 영국 ( 뉴질랜드) | 원소의 분열과 방사능 물질의 화학에 대한 연구           |
| 1909년 |      | 빌헬름 오스트발트  | 독일 제국        | 촉매, 화학평형과 반응속도에 관한 선구적 연구           |

### 1910년대
| 연도   | 사진        | 수상자                 | 국적          | 업적                                                          |
| ------ | ----------- | ---------------------- | ------------- | ------------------------------------------------------------- |
| 1910년 |             | 오토 발라흐            | 독일 제국     | 지방족 고리화합물의 선구적 연구                               |
| 1911년 |             | 마리 퀴리              | 폴란드 프랑스 | 라듐 및 폴로늄 발견, 라듐 분리, 라듐의 성질과 라듐화학물 연구 |
| 1912년 |             | 빅토르 그리냐르        | 프랑스        | 그리냐르 시약의 발견                                          |
| 1912년 |             | 폴 사바티에            | 프랑스        | 유기화합물의 수소화 방법 발견                                 |
| 1913년 |             | 알프레트 베르너        | 스위스        | 분자 내에서의 원자의 결합 연구로 무기화학의 새로운 분야 개척  |
| 1914년 |             | 시어도어 윌리엄 리처즈 | 미국          | 많은 화학원소의 정확한 원자량 측정                            |
| 1915년 |             | 리하르트 빌슈테터      | 독일 제국     | 식물 색소, 특히 클로로필에 관한 연구                          |
| 1916년 | 수상자 없음 | 수상자 없음            | 수상자 없음   | 수상자 없음                                                   |
| 1917년 | 수상자 없음 | 수상자 없음            | 수상자 없음   | 수상자 없음                                                   |
| 1918년 |             | 프리츠 하버            | 독일 제국     | 원소로부터 암모니아 합성                                      |
| 1919년 | 수상자 없음 | 수상자 없음            | 수상자 없음   | 수상자 없음                                                   |

### 1920년대
| 연도   | 사진        | 수상자                        | 국적                   | 업적                                                            |
| ------ | ----------- | ----------------------------- | ---------------------- | --------------------------------------------------------------- |
| 1920년 |             | 발터 헤르만 네른스트          | 바이마르 공화국        | 열화학 분야에 관한 연구                                         |
| 1921년 |             | 프레더릭 소디                 | 영국                   | 방사성 물질의 화학동위원소의 기원과 성질에 관한 연구            |
| 1922년 |             | 프랜시스 윌리엄 애스턴        | 영국                   | 질량분석사진기를 이용한 비방사성 동위원소 발견 및 정수법칙 발표 |
| 1923년 |             | 프리츠 프레글                 | 오스트리아             | 유기 물질의 미량분석법 개발                                     |
| 1924년 | 수상자 없음 | 수상자 없음                   | 수상자 없음            | 수상자 없음                                                     |
| 1925년 |             | 리하르트 아돌프 지그몬디      | 바이마르 공화국 헝가리 | 콜로이드 용액의 불균일 특성의 설명                              |
| 1926년 |             | 테오도르 스베드베리           | 스웨덴                 | 분산계에 대한 연구                                              |
| 1927년 |             | 하인리히 오토 빌란트          | 바이마르 공화국        | 담즙산 및 관련 물질의 조성에 관한 연구                          |
| 1928년 |             | 아돌프 오토 라인홀트 빈다우스 | 바이마르 공화국        | 스테롤의 구도와 비타민과의 연관성에 관한 연구                   |
| 1929년 |             | 아서 하든                     | 영국                   | 당의 발효와 발효효소에 관한 연구                                |
| 1929년 |             | 한스 폰 오일러켈핀            | 스웨덴                 | 당의 발효와 발효효소에 관한 연구                                |

### 1930년대
| 연도   | 사진        | 수상자                | 국적            | 업적                                                                        |
| ------ | ----------- | --------------------- | --------------- | --------------------------------------------------------------------------- |
| 1930년 |             | 한스 피셔             | 바이마르 공화국 | 헤민과 엽록소 구성성분 중 헤민 합성에 기여                                  |
| 1931년 |             | 카를 보슈             | 바이마르 공화국 | 화학적 고압방법의 발명과 개발                                               |
| 1931년 |             | 프리드리히 베르기우스 | 바이마르 공화국 | 화학적 고압방법의 발명과 개발                                               |
| 1932년 |             | 어빙 랭뮤어           | 미국            | 표면화학에 대한 발견과 연구                                                 |
| 1933년 | 수상자 없음 | 수상자 없음           | 수상자 없음     | 수상자 없음                                                                 |
| 1934년 |             | 해럴드 클레이턴 유리  | 미국            | 중수소에 대한 연구                                                          |
| 1935년 |             | 프레데리크 졸리오퀴리 | 프랑스          | 새로운 방사성 원소 합성                                                     |
| 1935년 |             | 이렌 졸리오퀴리       | 프랑스          | 새로운 방사성 원소 합성                                                     |
| 1936년 |             | 피터 디바이           | 네덜란드        | 기체 내의 쌍극자모멘트와 엑스선 및 전자의 회절 연구                         |
| 1937년 |             | 노먼 하워스           | 영국            | 탄수화물 및 비타민 C 연구와 카로티노이드, 플라빈, 비타민 A와 비타민 B2 연구 |
| 1937년 |             | 파울 카러             | 스위스          | 탄수화물 및 비타민 C 연구와 카로티노이드, 플라빈, 비타민 A와 비타민 B2 연구 |
| 1938년 |             | 리하르트 쿤           | 나치 독일       | 카로티노이드와 비타민 연구                                                  |
| 1939년 |             | 아돌프 부테난트       | 나치 독일       | 성 호르몬 연구                                                              |
| 1939년 |             | 레오폴트 루지치카     | 스위스          | 폴리메틸렌 및 폴리터펜 연구                                                 |

### 1940년대
| 연도   | 사진        | 수상자                   | 국적        | 업적                                                  |
| ------ | ----------- | ------------------------ | ----------- | ----------------------------------------------------- |
| 1940년 | 수상자 없음 | 수상자 없음              | 수상자 없음 | 수상자 없음                                           |
| 1941년 | 수상자 없음 | 수상자 없음              | 수상자 없음 | 수상자 없음                                           |
| 1942년 | 수상자 없음 | 수상자 없음              | 수상자 없음 | 수상자 없음                                           |
| 1943년 |             | 조르주 드 헤베시         | 헝가리 왕국 | 화학연구에 방사성 동위원소를 추적자로 이용            |
| 1944년 |             | 오토 한                  | 나치 독일   | 중핵분열의 발견                                       |
| 1945년 |             | 아르투리 일마리 비르타넨 | 핀란드      | 농업화학, 영양화학 연구, 특히 사료보존법 개발         |
| 1946년 |             | 제임스 B. 섬너           | 미국        | 효소의 결정화 발견                                    |
| 1946년 |             | 존 하워드 노스럽         | 미국        | 순수 형태의 효소 및 바이러스 단백질 제조              |
| 1946년 |             | 웬들 메러디스 스탠리     | 미국        | 순수 형태의 효소 및 바이러스 단백질 제조              |
| 1947년 |             | 로버트 로빈슨            | 영국        | 생물학적으로 중요한 식물 생성물, 특히 알칼로이드 연구 |
| 1948년 |             | 아르네 티셀리우스        | 스웨덴      | 전기영동 및 흡착분석에 관한 연구                      |
| 1949년 |             | 윌리엄 지오크            | 미국        | 극저온에서 물질의 거동에 관한 연구                    |

### 1950년대
| 연도   | 사진 | 수상자                  | 국적           | 업적                                             |
| ------ | ---- | ----------------------- | -------------- | ------------------------------------------------ |
| 1950년 |      | 오토 딜스               | 서독           | 다이엔합성의 발견과 개발                         |
| 1950년 |      | 쿠르트 알더             | 서독           | 다이엔합성의 발견과 개발                         |
| 1951년 |      | 에드윈 맥밀런           | 미국           | 트랜스우라늄 원소의 발견과 연구                  |
| 1951년 |      | 글렌 시보그             | 미국           | 트랜스우라늄 원소의 발견과 연구                  |
| 1952년 |      | 아처 마틴               | 영국           | 분배 크로마토그래피 발명                         |
| 1952년 |      | 리처드 싱               | 영국           | 분배 크로마토그래피 발명                         |
| 1953년 |      | 헤르만 슈타우딩거       | 서독           | 거대분자 연구                                    |
| 1954년 |      | 라이너스 칼 폴링        | 미국           | 화학결합의 특성 연구                             |
| 1955년 |      | 빈센트 뒤 비뇨          | 미국           | 폴리펩타이드 호르몬의 최초 합성                  |
| 1956년 |      | 시릴 노먼 힌셜우드      | 영국           | 화학반응 메커니즘에 관한 연구                    |
| 1956년 |      | 니콜라이 세묘노프       | 소련           | 화학반응 메커니즘에 관한 연구                    |
| 1957년 |      | 알렉산더 R. 토드        | 영국           | 뉴클레오티드류와 뉴클레오티드 조효소에 대한 연구 |
| 1958년 |      | 프레더릭 생어           | 영국           | 인슐린 구조에 대한 연구                          |
| 1959년 |      | 야로슬라프 헤이로프스키 | 체코슬로바키아 | 폴라로그래피의 발견과 개발                       |

### 1960년대
| 연도   | 사진 | 수상자                      | 국적     | 업적                                                         |
| ------ | ---- | --------------------------- | -------- | ------------------------------------------------------------ |
| 1960년 |      | 윌러드 프랭크 리비          | 미국     | 방사성 탄소연대측정법 개발                                   |
| 1961년 |      | 멜빈 캘빈                   | 미국     | 식물의 탄소동화작용에 관한 연구                              |
| 1962년 |      | 맥스 퍼루츠                 | 영국     | 구형 단백질 구조에 관한 연구                                 |
| 1962년 |      | 존 켄드루                   | 영국     | 구형 단백질 구조에 관한 연구                                 |
| 1963년 |      | 카를 치글러                 | 서독     | 고분자 화학과 기술 분야 연구                                 |
| 1963년 |      | 줄리오 나타                 | 이탈리아 | 고분자 화학과 기술 분야 연구                                 |
| 1964년 |      | 도러시 호지킨               | 영국     | 엑스선 기술로 중요한 생화학 물질의 구조결정                  |
| 1965년 |      | 로버트 번스 우드워드        | 미국     | 유기합성 기술의 뛰어난 연구                                  |
| 1966년 |      | 로버트 멀리컨               | 미국     | 분자의 화학결합 및 전기적 구조에 관한 연구                   |
| 1967년 |      | 만프레트 아이겐             | 서독     | 초고속 화학반응에 관한 연구                                  |
| 1967년 |      | 로널드 조지 레이퍼드 노리시 | 영국     | 초고속 화학반응에 관한 연구                                  |
| 1967년 |      | 조지 포터                   | 영국     | 초고속 화학반응에 관한 연구                                  |
| 1968년 |      | 라스 온사거                 | 미국     | 비가역과정 열역학에 기초를 이루고 그의 이름을 딴 역관계 발견 |
| 1969년 |      | 디릭 바턴                   | 영국     | 특정 유기화합물의 3차원적 형태결정에 대한 연구               |
| 1969년 |      | 오드 하셀                   | 노르웨이 | 특정 유기화합물의 3차원적 형태결정에 대한 연구               |

### 1970년대
| 연도   | 사진 | 수상자                   | 국적                   | 업적                                                              |
| ------ | ---- | ------------------------ | ---------------------- | ----------------------------------------------------------------- |
| 1970년 |      | 루이스 페데리코 를루아르 | 아르헨티나             | 당뉴클레오티드의 발견과 탄수화물의 생합성에서 그 역할 연구        |
| 1971년 |      | 게르하르트 헤르츠베르크  | 캐나다                 | 자유 라디칼의 구조에 관한 연구                                    |
| 1972년 |      | 크리스천 B. 앤핀선       | 미국                   | 아미노산 서열과 생체활성형태의 연관성 연구                        |
| 1972년 |      | 스탠퍼드 무어            | 미국                   | 리보뉴클레아제 내 활성센터의 화학구조와 촉매활동 간의 연관성 연구 |
| 1972년 |      | 윌리엄 하워드 스타인     | 미국                   | 리보뉴클레아제 내 활성센터의 화학구조와 촉매활동 간의 연관성 연구 |
| 1973년 |      | 에른스트 오토 피셔       | 서독                   | 샌드위치 화합물 화학에 관한 선구적 연구                           |
| 1973년 |      | 제프리 윌킨슨            | 영국                   | 샌드위치 화합물 화학에 관한 선구적 연구                           |
| 1974년 |      | 폴 플로리                | 미국                   | 고분자 물리화학의 발전에 기여                                     |
| 1975년 |      | 존 콘포스                | 영국 ( 오스트레일리아) | 효소 - 촉매반응의 입체화학 연구                                   |
| 1975년 |      | 블라디미르 프렐로그      | 스위스                 | 유기분자와 유기반응의 입체화학 연구                               |
| 1976년 |      | 윌리엄 립스콤            | 미국                   | 보란의 구조에 대한 연구                                           |
| 1977년 |      | 일리야 프리고진          | 벨기에                 | 비평형 열역학, 특히 소산 구조론 연구                              |
| 1978년 |      | 피터 D. 미첼             | 영국                   | 생물학적 에너지이동 과정의 공식화                                 |
| 1979년 |      | 허버트 C. 브라운         | 미국                   | 유기물질 합성에 붕소와 인 화학물 도입                             |
| 1979년 |      | 게오르크 비티히          | 서독                   | 유기물질 합성에 붕소와 인 화학물 도입                             |

### 1980년대
| 연도   | 사진 | 수상자                 | 국적             | 업적                                                           |
| ------ | ---- | ---------------------- | ---------------- | -------------------------------------------------------------- |
| 1980년 |      | 폴 버그                | 미국             | 혼성 DNA와 관련된 핵산의 생화학적 기초 연구                    |
| 1980년 |      | 월터 길버트            | 미국             | 핵산 염기서열 결정에 공헌                                      |
| 1980년 |      | 프레더릭 생어          | 영국             | 핵산 염기서열 결정에 공헌                                      |
| 1981년 |      | 후쿠이 겐이치          | 일본             | 화학반응 경로에 관한 이론                                      |
| 1981년 |      | 로알드 호프만          | 미국             | 화학반응 경로에 관한 이론                                      |
| 1982년 |      | 에런 클루그            | 영국             | 결정학적 전자현미경 개발과 핵산 - 단백질 복합체의 구조 규명    |
| 1983년 |      | 헨리 토브              | 미국             | 금속 착물의 전자이동반응 메커니즘 연구                         |
| 1984년 |      | 로버트 브루스 메리필드 | 미국             | 고체기질 위에서의 화학합성 방법론 개발                         |
| 1985년 |      | 허버트 A. 하우프트먼   | 미국             | 분자의 결정구조를 직접 알아내는 방법 개발                      |
| 1985년 |      | 제롬 칼                | 미국             | 분자의 결정구조를 직접 알아내는 방법 개발                      |
| 1986년 |      | 더들리 허슈바크        | 미국             | 화학의 기본과정 동역학에 대한 기여                             |
| 1986년 |      | 리위안저               | 미국 ( 중화민국) | 화학의 기본과정 동역학에 대한 기여                             |
| 1986년 |      | 존 폴라니              | 캐나다 헝가리    | 화학의 기본과정 동역학에 대한 기여                             |
| 1987년 |      | 도널드 J. 크램         | 미국             | 높은 선택성의 구조 - 특이적 상호작용을 갖는 분자의 개발과 사용 |
| 1987년 |      | 장마리 렌              | 프랑스           | 높은 선택성의 구조 - 특이적 상호작용을 갖는 분자의 개발과 사용 |
| 1987년 |      | 찰스 J. 피더슨         | 미국             | 높은 선택성의 구조 - 특이적 상호작용을 갖는 분자의 개발과 사용 |
| 1988년 |      | 요한 다이젠호퍼        | 서독             | 광합성 반응센터의 삼차원 구조를 결정함                         |
| 1988년 |      | 로베르트 후버          | 서독             | 광합성 반응센터의 삼차원 구조를 결정함                         |
| 1988년 |      | 하르트무트 미헬        | 서독             | 광합성 반응센터의 삼차원 구조를 결정함                         |
| 1989년 |      | 시드니 올트먼          | 미국 ( 캐나다)   | RNA가 촉매성질을 가짐을 발견                                   |
| 1989년 |      | 토머스 체크            | 미국             | RNA가 촉매성질을 가짐을 발견                                   |

### 1990년대
| 연도   | 사진            | 수상자                 | 국적        | 업적                                                           |
| ------ | --------------- | ---------------------- | ----------- | -------------------------------------------------------------- |
| 1990년 |                 | 일라이어스 제임스 코리 | 미국        | 유기합성에 대한 이론과 방법론에 대한 개발                      |
| 1991년 |                 | 리하르트 R. 에른스트   | 스위스      | 고해상도의 NMR분광법의 개발에 대한 기여                        |
| 1992년 |                 | 루돌프 마커스          | 미국        | 화학계에서의 전자전달반응에 대한 이론을 성립하는데 기여한 공로 |
| 1993년 |                 | 캐리 멀리스            | 미국        | DNA기반 화학방법론의 개발에 대한 공로                          |
| 1993년 |                 | 마이클 스미스          | 캐나다      | DNA기반 화학방법론의 개발에 대한 공로                          |
| 1994년 |                 | 조지 앤드루 올라       | 미국 헝가리 | 탄소양이온 화학에 대한 공헌                                    |
| 1995년 |                 | 파울 크뤼천            | 네덜란드    | 대기화학, 정확히는 오존층 파괴에 관한 연구                     |
| 1995년 | Mario J. Molina | 마리오 J. 몰리나       | 미국        | 대기화학, 정확히는 오존층 파괴에 관한 연구                     |
| 1995년 |                 | 프랭크 셔우드 롤런드   | 미국        | 대기화학, 정확히는 오존층 파괴에 관한 연구                     |
| 1996년 |                 | 로버트 컬              | 미국        | 풀러렌을 발견                                                  |
| 1996년 |                 | 해럴드 크로토          | 영국        | 풀러렌을 발견                                                  |
| 1996년 |                 | 리처드 스몰리          | 미국        | 풀러렌을 발견                                                  |
| 1997년 |                 | 폴 D. 보이어           | 미국        | ATP 합성 반응의 기초를 이루는 효소 기작에 대한 설명            |
| 1997년 |                 | 존 E. 워커             | 영국        | ATP 합성 반응의 기초를 이루는 효소 기작에 대한 설명            |
| 1997년 |                 | 옌스 크리스티안 스코우 | 덴마크      | 막경유 ATPase의 일종인 Na+K+-ATPase의 발견                     |
| 1998년 |                 | 월터 콘                | 미국        | 밀도함수이론의 개발                                            |
| 1998년 |                 | 존 포플                | 영국        | 양자 화학의 계산방법론의 개발                                  |
| 1999년 |                 | 아메드 H. 즈웨일       | 이집트      | 펨토초 분광법을 이용한 화학반응의 전이단계에 대한 연구         |

### 2000년대
| 연도   | 사진 | 수상자                  | 국적             | 업적 |
| ------ | ---- | ----------------------- | ---------------- | --- |
| 2000년 |      | 앨런 J. 히거            | 미국             | 전도성 고분자의 발명과 발견 |
| 2000년 |      | 앨런 맥더미드           | 미국 ( 뉴질랜드) | 전도성 고분자의 발명과 발견 |
| 2000년 |      | 시라카와 히데키         | 일본             | 전도성 고분자의 발명과 발견 |
| 2001년 |      | 윌리엄 스탠디시 놀스    | 미국             | 카이랄성을 갖고 촉매되는 수소 첨가 반응에 대한 작업                                                                             |
| 2001년 |      | 노요리 료지             | 일본             | 카이랄성을 갖고 촉매되는 수소 첨가 반응에 대한 작업                                                                             |
| 2001년 |      | 칼 배리 샤플리스        | 미국             | 키랄성을 갖고 촉매되는 산화반응에 대한 작업                                                                                     |
| 2002년 |      | 존 펜                   | 미국             | 생체고분자의 구조적 분석과 동정을 위한 방법론의 개발 (생체 고분자의 질량 분석법을 위한 온화하는 이탈 이온화법의 개발)           |
| 2002년 |      | 다나카 고이치           | 일본             | 생체고분자의 구조적 분석과 동정을 위한 방법론의 개발 (생체 고분자의 질량 분석법을 위한 온화하는 이탈 이온화법의 개발)           |
| 2002년 |      | 쿠르트 뷔트리히         | 스위스           | 생체고분자의 구조적 분석과 동정을 위한 방법론의 개발 (용액중에서 생체고분자의 3차원 구조 결정에 관한 핵자기 공명 분광법의 개발) |
| 2003년 |      | 피터 아그레             | 미국             | 세포막상의 이온 채널을 발견 |
| 2003년 |      | 로더릭 매키넌           | 미국             | 세포막상의 이온 채널을 발견 |
| 2004년 |      | 아론 치에하노베르       | 이스라엘         | 유비퀴틴이 관여된 단백질의 분해를 발견                                                                                          |
| 2004년 |      | 아브람 헤르슈코         | 이스라엘         | 유비퀴틴이 관여된 단백질의 분해를 발견                                                                                          |
| 2004년 |      | 어윈 로즈               | 미국             | 유비퀴틴이 관여된 단백질의 분해를 발견                                                                                          |
| 2005년 |      | 이브 쇼뱅               | 프랑스           | 복분해 반응 및 복분해 반응을 유도하는 촉매물질 개발                                                                             |
| 2005년 |      | 로버트 그럽스           | 미국             | 복분해 반응 및 복분해 반응을 유도하는 촉매물질 개발                                                                             |
| 2005년 |      | 리처드 슈록             | 미국             | 복분해 반응 및 복분해 반응을 유도하는 촉매물질 개발                                                                             |
| 2006년 |      | 로저 콘버그             | 미국             | 유전자 정보 전사과정연구 |
| 2007년 |      | 게르하르트 에르틀       | 독일             | 표면 화학 분야에 대한 새로운 연구                                                                                               |
| 2008년 |      | 시모무라 오사무         | 일본             | 특정한 세포의 활동을 육안으로 볼 수 있는 도구로 사용되는 녹색형광단백질(GFP)을 발견                                             |
| 2008년 |      | 마틴 챌피               | 미국             | 특정한 세포의 활동을 육안으로 볼 수 있는 도구로 사용되는 녹색형광단백질(GFP)을 발견                                             |
| 2008년 |      | 로저 첸                 | 미국             | 특정한 세포의 활동을 육안으로 볼 수 있는 도구로 사용되는 녹색형광단백질(GFP)을 발견                                             |
| 2009년 |      | 벤카트라만 라마크리슈난 | 미국 인도 영국   | 리보좀의 구조와 기능에 대한 연구                                                                                                |
| 2009년 |      | 토머스 스타이츠         | 미국             | 리보좀의 구조와 기능에 대한 연구                                                                                                |
| 2009년 |      | 아다 요나트             | 이스라엘         | 리보좀의 구조와 기능에 대한 연구                                                                                                |

### 2010년대
| 연도   | 사진 | 수상자            | 국적                                    | 업적 |
| ------ | ---- | ----------------- | --------------------------------------- | --- |
| 2010년 |      | 리처드 F. 헥      | 미국                                    | 팔라듐의 촉매반응 개발 공로                                                                                      |
| 2010년 |      | 네기시 에이이치   | 일본                                    | 팔라듐의 촉매반응 개발 공로                                                                                      |
| 2010년 |      | 스즈키 아키라     | 일본                                    | 팔라듐의 촉매반응 개발 공로                                                                                      |
| 2011년 |      | 단 셰흐트만       | 이스라엘                                | 준결정 상태의 발견                                                                                               |
| 2012년 |      | 로버트 레프코위츠 | 미국                                    | 인체 세포가 외부로부터 주어지는 신호에 대응하는 단백질인 ‘G단백질 연결 수용체(GPCR)’의 기능과 구조를 규명        |
| 2012년 |      | 브라이언 코빌카   | 미국                                    | 인체 세포가 외부로부터 주어지는 신호에 대응하는 단백질인 ‘G단백질 연결 수용체(GPCR)’의 기능과 구조를 규명        |
| 2013년 |      | 마르틴 카르플루스 | 미국 ( 오스트리아)                      | 오늘날 컴퓨터로 화학 반응을 예측하고 이해하는데 이론적 기초를 제공                                               |
| 2013년 |      | 마이클 레빗       | 미국 영국 이스라엘 ( 남아프리카 공화국) | 오늘날 컴퓨터로 화학 반응을 예측하고 이해하는데 이론적 기초를 제공                                               |
| 2013년 |      | 아리 워셜         | 미국 이스라엘 ( 영국령 팔레스타인)      | 오늘날 컴퓨터로 화학 반응을 예측하고 이해하는데 이론적 기초를 제공                                               |
| 2014년 |      | 에릭 베치그       | 미국                                    | 미세 구조를 측정·관찰할 수 있는 기법을 발전시킴                                                                  |
| 2014년 |      | 슈테판 헬         | 독일                                    | 미세 구조를 측정·관찰할 수 있는 기법을 발전시킴                                                                  |
| 2014년 |      | 윌리엄 머너       | 미국                                    | 미세 구조를 측정·관찰할 수 있는 기법을 발전시킴                                                                  |
| 2015년 |      | 토마스 린달       | 스웨덴                                  | DNA 미스매치 복구 매커니즘 규명                                                                                  |
| 2015년 |      | 폴 L. 모드리치    | 미국                                    | DNA 미스매치 복구 매커니즘 규명                                                                                  |
| 2015년 |      | 아지즈 산자르     | 미국 튀르키예                           | DNA 미스매치 복구 매커니즘 규명                                                                                  |
| 2016년 |      | 장피에르 소바주   | 프랑스                                  | 분자 기계를 고안하고 직접 만들어 화학의 새로운 영역을 개척                                                       |
| 2016년 |      | 프레이저 스토더트 | 영국 미국                               | 분자 기계를 고안하고 직접 만들어 화학의 새로운 영역을 개척                                                       |
| 2016년 |      | 베르나르트 페링하 | 네덜란드                                | 분자 기계를 고안하고 직접 만들어 화학의 새로운 영역을 개척                                                       |
| 2017년 |      | 자크 뒤보셰       | 스위스                                  | 생체 분자의 고해상도 구조 결정을 위한 저온전자현미경을 개발                                                      |
| 2017년 |      | 요아힘 프랑크     | 독일                                    | 생체 분자의 고해상도 구조 결정을 위한 저온전자현미경을 개발                                                      |
| 2017년 |      | 리처드 헨더슨     | 영국                                    | 생체 분자의 고해상도 구조 결정을 위한 저온전자현미경을 개발                                                      |
| 2018년 |      | 프랜시스 아널드   | 미국                                    | 단백질 효소 유도 진화를 수행한 공로                                                                              |
| 2018년 |      | 그레고리 윈터     | 영국                                    | 박테리아를 감염시키는 바이러스를 이용하여 새로운 단백질을 진화시키는데 사용될 수 있는‘파지 전시’라는 과정을 개발 |
| 2018년 |      | 조지 P. 스미스    | 미국                                    | 박테리아를 감염시키는 바이러스를 이용하여 새로운 단백질을 진화시키는데 사용될 수 있는‘파지 전시’라는 과정을 개발 |
| 2019년 |      | 존 B. 구디너프    | 미국                                    | 리튬 이온 전지 개발                                                                                              |
| 2019년 |      | 스탠리 휘팅엄     | 영국 미국                               | 리튬 이온 전지 개발                                                                                              |
| 2019년 |      | 요시노 아키라     | 일본                                    | 리튬 이온 전지 개발                                                                                              |

### 2020년대
| 연도   | 사진 | 수상자              | 국적               | 업적                                                                |
| ------ | ---- | ------------------- | ------------------ | ------------------------------------------------------------------- |
| 2020년 |      | 에마뉘엘 샤르팡티에 | 프랑스             | 게놈 유전자 편집 방법(크리스퍼 유전자 가위 CRISPR-Cas9 ) 개발       |
| 2020년 |      | 제니퍼 다우드나     | 미국               | 게놈 유전자 편집 방법(크리스퍼 유전자 가위 CRISPR-Cas9 ) 개발       |
| 2021년 |      | 베냐민 리스트       | 독일               | 비대칭 유기촉매 연구                                                |
| 2021년 |      | 데이비드 맥밀런     | 미국               | 비대칭 유기촉매 연구                                                |
| 2022년 |      | 캐럴린 R. 버토지    | 미국               | 클릭 화학과 생물직교화학을 개발                                     |
| 2022년 |      | 모르텐 P. 멜달      | 덴마크             | 클릭 화학과 생물직교화학을 개발                                     |
| 2022년 |      | 칼 배리 샤플리스    | 미국               | 클릭 화학과 생물직교화학을 개발                                     |
| 2023년 |      | 문지 바웬디         | 미국 프랑스 튀니지 | 크기가 물성을 결정할 정도로 작은 나노 입자인 양자점을 발견하고 합성 |
| 2023년 |      | 루이스 E. 브루스    | 미국               | 크기가 물성을 결정할 정도로 작은 나노 입자인 양자점을 발견하고 합성 |
| 2023년 |      | 알렉세이 예키모프   | 러시아             | 크기가 물성을 결정할 정도로 작은 나노 입자인 양자점을 발견하고 합성 |
| 2024년 |      | 데이비드 베이커     | 미국               | 단백질 설계 예측 및 구조 파악                                       |
| 2024년 |      | 데미스 허사비스     | 영국               | 단백질 설계 예측 및 구조 파악                                       |
| 2024년 |      | 존 점퍼             | 미국               | 단백질 설계 예측 및 구조 파악                                       |